# میرزا هدایت‌الله شمس‌الحکما
میرزاهدایت الله شمس‌الحکما از سیاستمداران ایرانی بود، که در دوره نخست بعنوان نماینده کرمان در مجلس شورای ملی حضور داشت.